# Gonioctena shibatai
Gonioctena shibatai is een keversoort uit de familie bladkevers (Chrysomelidae). De wetenschappelijke naam van de soort werd in 1982 gepubliceerd door Takizawa.